# Рон Клайн
Роналд Алън Клайн (на английски: Ronald Alan Klain) е американски юрист и политик от Демократическата партия.
Роден е на 8 август 1961 година в Индианаполис в еврейско семейство на бизнесмен. През 1983 година получава бакалавърска степен от Джорджтаунския университет, а през 1987 година – докторска степен по право от Харвардския университет. След съдебния си стаж работи в Сената и администрацията на президента Бил Клинтън, началник е на кабинета на вицепрезидента Ал Гор (1995 – 1999). След това участва в ръководството на адвокатската кантора „О'Мелвени и Майърс“ и на инвестиционната фирма „Революшън“. Между 2009 и 2011 година е началник на кабинета на вицепрезидента Джо Байдън, а след избора му за президент е началник на кабинета на Белия дом от 20 януари 2021 до 7 февруари 2023 година.